# Ferencz Réka
Ferencz Réka (Gyergyószentmiklós, 1989. március 29. –) magyar nemzetiségű sílövő Erdélyből. A 2010. évi téli olimpiai játékokon Románia színeiben vett részt. 15 km-en a 74. helyen ért célba, a román váltó tagjaként pedig a 10. helyen végzett.

## Eredmények

### Világkupa
| Helyezés | 99 | 82 | 84 |